# Manifestations de 2019 en Colombie

Carte des pays d'Amérique centrale et du sud, où des manifestations d'ampleur ont eu lieu fin 2019

À partir de novembre 2019, des manifestations ont lieu en Colombie pour protester contre le gouvernement d'Iván Duque, en particulier contre la remise en cause du processus de paix entre le gouvernement colombien et les FARC-EP et contre l’ampleur des inégalités sociales dans le pays. 
Plus d'un million de personnes y ont pris part, ce qui font d'elles les plus importantes manifestations de l'histoire de la Colombie. Les affrontements et la répression policière ont fait des centaines de victimes et causé la mort de 17 personnes. 

## Origines
La politique économique et sociale du pays, ainsi que la défense de l'accord de paix signé avec la guérilla sont à l'origine du mouvement qui a débuté le 21 novembre 2019. À la grève et aux marches, organisées par des syndicats de travailleurs, se sont joints des étudiants, des indigènes, des organisations de défense de l'environnement et d'opposition. Le président Iván Duque pâtit d'un taux d'impopularité de près de 70 %.
Les manifestants entendent dénoncer les velléités du gouvernement de flexibiliser davantage le marché du travail, d'affaiblir le fonds public des retraites en faveur d'entités privées, et de reculer l'âge de la retraite. Les syndicats protestent aussi contre la réforme fiscale qui vise à réduire les impôts payés par les entreprises, et qui pourrait être compensée par une hausse de la pression fiscale sur les classes moyennes et populaires. D'autre part, le gouvernement prévoit de privatiser des entreprises publiques : la compagnie pétrolière Ecopetrol et la compagnie électrique Cenit. Les étudiants réclament en outre des moyens pour l'enseignement public, et les indigènes des mesures de protection face aux groupes paramilitaires dont ils sont les cibles.
Le contexte sécuritaire tend par ailleurs à se détériorer. Selon le Défenseur du peuple, plus de 600 leaders sociaux (représentants syndicaux ou indigènes) ont été assassinés depuis 2016. Plus d'une centaine d’anciens guérilleros, démobilisés dans le cadre des accords de paix signés entre le gouvernement et les FARC en 2016, ont également été assassinés.
De nombreuses associations qui ont annoncé leur soutien à la journée de mobilisation ont subi des perquisitions, comme le siège de la revue Cartel Urbano. Le président accuse les organisateurs de promouvoir le chaos, voire le terrorisme, et les manifestations d’être manipulées de l’étranger.

## Déroulement
Une grève nationale a regroupé le premier jour plusieurs centaines de milliers d'étudiants, indigènes, organisations d'opposition, de défense de l'environnement. Le lendemain, des manifestations regroupaient de nombreuses personnes effectuant des concerts de casseroles.
L’armée a été déployée dans les principales villes du pays. Une décision contestée par le bureau des Droits de l’Homme de l’ONU qui rappelle que le maintien de l’ordre doit être assuré par la police. Les frontières avec le Pérou, le Brésil, le Venezuela et l’Équateur ont été fermées pour éviter que des étrangers « altèrent l’ordre public et la sécurité ». Un couvre-feu a été imposé dans plusieurs villes du pays.
Des affrontements se sont produits en marge de certains cortèges et la police a fait usage de gaz lacrymogène et tiré des balles en caoutchouc sur les manifestants et des balles réelles dans certains cas. Au troisième jour, on dénombrait 3 morts et 300 blessés. La mort d’un manifestant de 18 ans après avoir été blessé à bout portant par une grenade assourdissante porte à quatre le nombre de victimes. En outre, un jeune militaire, stigmatisé par sa hiérarchie qui l'accuse d’être un « extrémiste de gauche » pour avoir déclaré son soutien aux manifestations, se suicide. Dans certains quartiers populaires de Bogotá, les forces de police ont passé à tabac des manifestants ainsi que des riverains et détruit les vitres des voitures et des commerces.
Les manifestations reprennent le 21 janvier 2020 après avoir cessé à partir de la fin décembre 2019. Par ailleurs, selon l’organisation de défense de droits humains Indepaz, vingt-trois « leaders sociaux » et trois anciens guérilleros ont été assassinés depuis le début de l’année.
Au terme des manifestations, les affrontements et la répression policière ont fait des centaines de victimes et causé la mort de 17 personnes. 

## Réactions politiques
Le chef de l’État annonce un dialogue national le 24 novembre 2019, regroupant différents secteurs sociaux, des maires et des gouverneurs.  Quant aux manifestants, le président en parle comme d’une « minorité de délinquants qui détruisent la ville ». L’extrême droite considère le dialogue comme une « concession inadmissible » et reproche au chef de l’État sa « mollesse ». Certains des chefs du parti présidentiel, le Centre démocratique, réclament ainsi la démission d'Iván Duque. La vice-présidente du pays, Marta Lucía Ramírez, attribue « l'instabilité sociale » à un « complot international » mené par le Venezuela et la Russie.
Un jugement de la Cour suprême a établi que le gouvernement devait « modérer les forces armées et respecter les citoyens lors de leurs manifestations ». Le refus du gouvernement de présenter de vraies excuses a suscité l'indignation d'une partie de la population.